# Església d'Antioquia
L'Església d'Antioquia o Església de Síria va ser una de les primeres esglésies cristianes i una de les que van formar la Pentarquia.
Segons la tradició, va ser fundada l'any 38 pels apòstols Pere i Pau. Un dels seus bisbes més famosos és Ignasi d'Antioquia.
Ha tingut diversos cismes en la història i avui en dia moltes esglésies pertanyents a diferents comunions, en són les hereves:
- Església Ortodoxa Siríaca (Esglésies ortodoxes orientals)
- Església Ortodoxa d'Antioquia (Església Ortodoxa)
- Església Catòlica Siríaca (Esglésies Catòliques Orientals)
- Església Maronita (Esglésies Catòliques Orientals)
- Església Greco-Catòlica Melquita (Esglésies Catòliques Orientals)

## Història

### Orígens
Antioquia era la seu del governador romà de la província de Síria i la tercera ciutat més gran de l'Imperi Romà. Fou fins al segle vi un dels principals centres del cristianisme. Va ser a Antioquia on el nom de «cristians» es va utilitzar per primera vegada per designar els seguidors de la nova religió.
L'Església d'Antioquia va tenir des del principi un fort esperit missioner. Hom li deu evangelització de Mesopotàmia i l'Imperi persa, al qual aquesta regió fou quasi completament annexionada a partir del de l'any 363 dC.

### Les divisions de l'Església d'Antioquia
L'antagonisme secular entre l'Imperi Romà i l'Imperi persa va portar a la ruptura de l'Església d'Antioquia entre:
- L'Església occidental de Síria, és a dir, a l'oest de l'Eufrates (Anatòlia, Síria, Líban i Palestina) i
- L'Església siriana oriental, és a dir, a l'est de l'Eufrates (Mesopotàmia i Pèrsia, sota l'autoritat sassànida, Índia).

En 424 dC, el sínode de Markabta, convocat pel catolicós Dadisho I de Selèucia-Ctesifont, proclama l'autonomia de l'Església d'Orient, en 484, s'adhereix a la doctrina teològica de la Teodor de Mopsuèstia, anomenada diofisisme (que li va valer l'epítet d'«església nestoriana»).
Posteriorment, Síria «occidental» és el camp de batalla de noves controvèrsies cristològiques que augmenten la divisió religiosa a Orient. De fet, el Concili Ecumènic de Calcedònia (451) condemna el monofisisme (que reconeix una sola naturalesa en Crist) i proclama la doctrina oficial de l'Església, és a dir la presència de dues naturaleses, la divina i la humana, en la persona de Crist.
La majoria del poble sirià rebutja les decisions conciliars, probablement a causa de les diferències dins de la terminologia més que de teologia i se separa de l'Església oficial. No obstant això, aquesta separació no és immediata. No es consuma fins al Segon Concili de Constantinoble l'any 553, després de la qual cosa el poder imperial romà d'Orient pressionà els monofisites rebels. És llavors quan apareix la figura carismàtica del monjo sirià Jacob d'Edessa el Vell, que enarbora la bandera del nacionalisme religiós. Consagrat bisbe en secret pel Patriarca d'Alexandria, a l'exili, Jacob és l'organitzador de l'Església monofisita, també anomenat, en honor d'ell, «Jacobita».
No obstant això, tot Síria no està d'acord amb la nova església. La societat urbana, més cultivada i hel·lenitzada, se sotmet sense problemes a les decisions del Concili de Calcedònia, la qual cosa li va valer el nom de «melquita» (melek «rei») és a dir, partidari de l'emperador romà d'Orient. La conquesta musulmana del 636 no farà altra cosa que consagrar aquesta divisió. Els jacobites, hostils a la dominació romana d'Orient, van afavorir l'entrada victoriosa dels musulmans àrabs a Síria. Durant el califat omeia, agraeixen ser governats des de Damasc i saben com fer-se indispensables en l'administració. Però els jacaboites s'arabitzen, i molts convertir a l'islam.

## Territori canònic
Després de la destrucció de Jerusalem (70), Antioquia segueix sent l'única metròpoli del cristianisme a Orient, i exerceix jurisdicció sobre Síria, Fenícia, Aràbia, Palestina, Cilícia, Xipre i Mesopotàmia.
El Concili de Nicea (325) en el seu sisè cànon, va acordar mantenir els privilegis de l'Església d'Antioquia a Orient, com les de Roma i Alexandria Oest a l'Àfrica. Però el vast territori sota la seva jurisdicció va disminuir després. El Patriarcat de Constantinoble li roba des del segle iv algunes de les seves províncies. D'altres es van declarar autònomes: Pèrsia l'any 410, Xipre en 431, Jerusalem l'any 451. 
 En 451, el cànon vint-i-vuitè del Concili de Calcedònia va alçar la seu d'Antioquia a la dignitat patriarcal